# جورج أ غوردون
جورج أ غوردون (بالإنجليزية: George A. Gordon)‏ (و. 1885 – 1959 م)هو محامي، ودبلوماسي من الولايات المتحدة الأمريكية .

## التعليم
تعلم في جامعة هارفارد.